# László Benedek
László Benedek (Boedapest, 5 maart 1905 - New York, 11 maart 1992) was een Hongaars filmmaker die tijdens de Tweede Wereldoorlog vluchtte naar de Verenigde Staten en daar uitgroeide tot regisseur. Hij won in 1952 een Golden Globe voor Death of a Salesman (naar het gelijknamige toneelstuk), waarvoor hij ook genomineerd werd voor de Gouden Leeuw van het Filmfestival van Venetië.
De Joodse Benedek groeide op in zijn geboorteland Hongarije, waar hij werkte als scenarioschrijver en eindredacteur. Hij vluchtte uit Europa tijdens het terreurbewind van de nazi's. Hij kwam terecht in Hollywood en kreeg er de kans om voor het eerst in een regisseursstoeltje te kruipen toen Gregory Ratoff instortte tijdens het maken van Song of Russia. Benedek maakte deze vervolgens af, waarop hij later nog meer dan tien bioscooptitels regisseerde.
Naast films regisseerde Benedek voor meer dan twintig televisieseries, hoewel zelden meer dan een handvol afleveringen per titel. Uitzonderingen hierop vormen Perry Mason (negen afleveringen) en 12 O'Clock High (zes afleveringen).

## Filmografie
- Assault on Agathon (1975)
- The Night Visitor (1971)
- Daring Game (1968)
- Namu, the Killer Whale (1966)
- Recours en grâce (1960, aka Recourse in Grace)
- Moment of Danger (1960)
- Affair in Havana (1957)
- Kinder, Mütter und ein General (1955, aka Children, Mother, and the General)
- Bengal Brigade (1954)
- The Wild One (1953)
- Death of a Salesman (1951)
- Port of New York (1949)
- The Kissing Bandit (1948)
- Song of Russia (1944)

## Televisieseries
| - Mannix (1967, één aflevering) - Custer (1967, drie afleveringen) - The Iron Horse (1966-1967, twee afleveringen) - 12 O'Clock High (1965-1966, zes afleveringen) - Felony Squad (1966, één aflevering) - Voyage to the Bottom of the Sea (1964-1965, twee afleveringen) - The Alfred Hitchcock Hour (1964-1965, twee afleveringen) - The Nurses (1964, twee afleveringen) - The Outer Limits (1963-1964, drie afleveringen) - The Fugitive (1964, één aflevering) - Stoney Burke (1963, vier afleveringen) - The Untouchables (1963, één aflevering) | - Combat! (1963, twee afleveringen) - Rawhide (1962, één aflevering) - Zane Grey Theater (1961, één aflevering) - Perry Mason (1958-1961, negen afleveringen) - Thriller (1961, één aflevering) - Naked City (1961, één aflevering) - Cavalcade of America (1955-1957, vijf afleveringen) - Four Star Playhouse ( 1956, twee afleveringen) - Chevron Hall of Stars (1956, één aflevering) - Telephone Time (1956, twee afleveringen) - The Ford Television Theatre (1953, één aflevering) |

- Bibsys: 90915556
- Biblioteca Nacional de España: XX1676824
- Bibliothèque nationale de France: cb139301439 (data)
- Gemeinsame Normdatei: 143203894
- International Standard Name Identifier: 0000 0001 1633 9023
- Library of Congress Control Number: no92023002
- MusicBrainz: 1d2ab524-2ba7-4907-94e7-16ef22bd5b2a
- Nationale Bibliotheek van Tsjechië: xx0150887
- Nationale Bibliotheek van Israël: 987007305754305171
- Nederlandse Thesaurus van Auteursnamen: 073869473
- SNAC: w6s89mn3
- Système universitaire de documentation: 069072213
- Virtual International Authority File: 46328744
- WorldCat: E39PBJr7Rxgb4MFtd93GgWqPcP